# 방수제

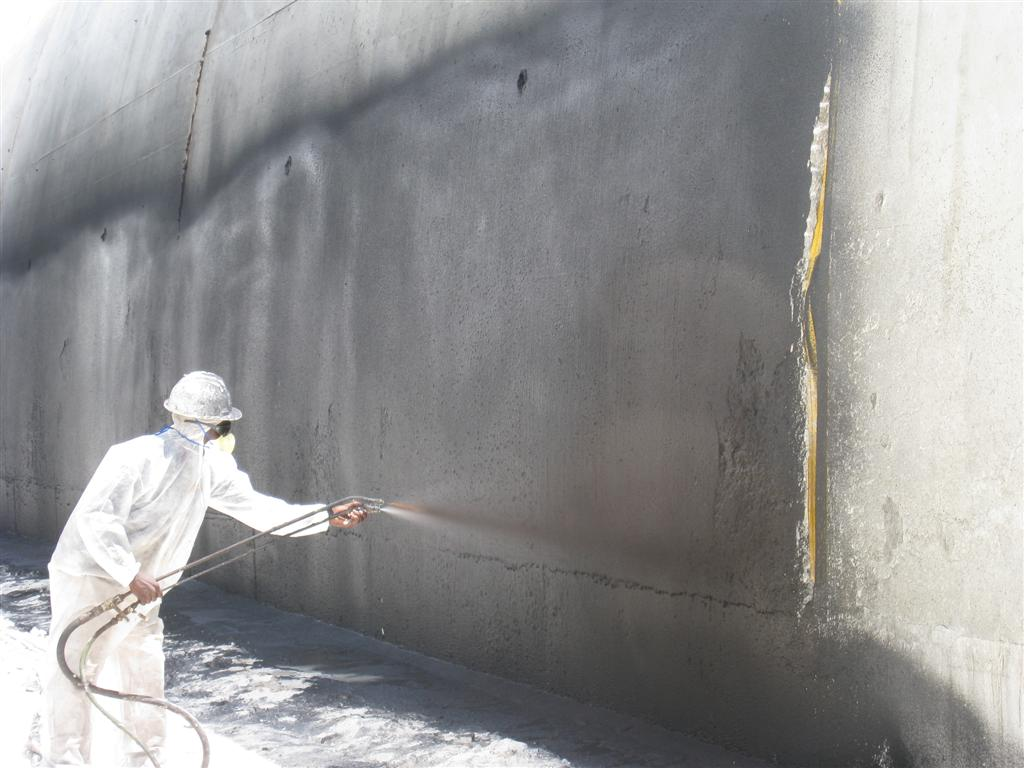
터널 외부에 방수제 도포하는 모습

방수제(防水劑, 영어: waterproofing)란 물이 들어오는 것을 방지하는 약제로, 통용상 워터프루프로 사용되기도 한다. 방수제는 크게 도막 방수제, 침투 발수제, 인젝센, 그라우팅 등의 공법이 있다. 도막 방수제는 옥상의 바탕면 등에 도포하여 도막을 형성하게끔 시공하는 공법이며, 침투 발수제는 적벽돌, 타일, 콘크리트 등 건축물의 외벽에 약제를 도포하여 그 속으로 침투하여 방수하는 공법이며, 인젝션은 침투가 된 내부 벽면, 천정면 등에 특수 처리한 약품을 주입하여 침밀하게 간극을 메움으로 수분의 침투를 막는 공법이다.

## 같이 보기
- 도막 방수제